# Elección papal de 1261
Las elecciones papales de 1261 (26 de mayo - 29 de agosto) tuvieron lugar tras la muerte del papa Alejandro IV el 25 de mayo y eligieron a Jacques Pantaléon como su sucesor, papa Urbano IV. 
Dado que el papa Alejandro residía en Viterbo desde la primera semana de mayo de 1261, la reunión de los cardenales para elegir a su sucesor tuvo lugar en el Palacio Episcopal de Viterbo, junto a la Catedral de San Lorenzo.

## Fecha
Se desconoce la fecha exacta del inicio de la Reunión Electoral (aún no se celebraban cónclaves). Si el canon del papa Bonifacio III (607 d. C.) aún estuviera vigente (y no hay motivos para pensar que no lo estuviera), la elección no podría comenzar hasta el tercer día después del entierro del papa.

## Contexto
Alejandro IV, imprudentemente, continuó con la política hostil contra la dinastía Hohenstaufen, iniciada por el papa Gregorio IX . En 1261, el pretendiente era Conradino, rey de Sicilia desde 1254, pero había sido suplantado por su tío y tutor, Manfredo. 
Esto no fue del agrado del papa Alejandro, quien reclamó el dominio del sur de Italia y Sicilia, así como la tutela del joven Conradino. Inmediatamente después de su ascenso al trono, Alejandro excomulgó a Manfredo. Manfredo se hizo coronar rey de Sicilia en Palermo el 10 de agosto de 1258.

## Participantes
El papa Alejandro IV (1254-1261), sensible a las acusaciones de nepotismo contra su predecesor, Inocencio IV (Fieschi), no había nombrado ningún cardenal.
Dos cardenales, además del propio Alejandro, habían muerto desde la última elección de 1254 (Gil Torres y Guilelmo Fieschi); por lo demás, los electores eran los mismos que en la ocasión anterior.